# 情報戦
情報戦（じょうほうせん、英語: information warfare、IW）は、味方の情報及び情報システムを防護し、かつ敵のそれを攻撃・攪乱・妨害する敵味方相互の情報活動をいう。ただし軍隊や研究機関によって情報戦という用語の定義には若干の差異が認められる。ここでは上記の定義で用いる。

## 概要
情報戦とは平時及び戦時おいて情報優勢（information superiority）を獲得するために行われる一連の情報活動によって遂行されるものであり、米空軍の定義によれば防勢的な対情報活動は戦略的防空作戦と同様に常に実施されており、その意味で常に情報戦は遂行されている、としている。その一方で攻勢的な対情報活動は電子戦、心理戦、軍事的欺瞞など様々な活動を総合したものである。段階的に発展するものと考えられており、底度のものから順に挙げれば、まず偽情報やプロパガンダの流布、指揮統制中枢や情報発信源の物理的な破壊、コンピュータ・ウイルスの投入、ハッカーによる不法アクセス、ハッカー・コンピュータ・ウイルスによるデータに対する改竄・破壊もしくは電磁パルスによる物理的破壊、と考えられている。

## 歴史
電子戦や心理戦、プロパガンダを含める場合、その歴史は古い。1940年5月、ナチス・ドイツのフランス侵攻では、ドイツがフランス側に偽電話をかけて情報を混乱させる後方攪乱を行っている。コンピュータ・ウイルスを使った例としては、湾岸戦争でCIAがイラク側に納入されるコンピュータを割り出しウイルスを仕掛けたことが情報戦争の元祖であるとされる。ただしイラク側が使い始める前に多国籍軍の砲撃でコンピュータ諸共破壊されたため、結果的に不発に終わっている。

## 概念
情報戦については1994年ごろから米国防総省や米軍において重要性が認識されるようになってきた。その基本的な概念として、情報が必要な時に、必要な人へ、必要な内容で与えられることをめぐる戦いの一局面である。米空軍においては、敵の情報活動の効果や機能を停止・低下させ、同時に敵の同種の行動に対して味方を防護し、味方の情報活動を有利にするためのあらゆる活動と定義している。また米海軍においては、安全保障において味方の情報を敵から防護しつつ、敵の情報システムを利用し、敵の情報システムを停止させ、また敵を陽動などによって誘出することによって決定的な優勢を獲得・維持するために情報を活用する活動と定義している。一方で米陸軍は通信スペクトルを支配し、指揮官に敵行動を予測可能なものとし、味方部隊が敵の位置を速やかに把握して、戦車、火砲、航空機火力を整合的・統合的に運用する方法によって、その戦闘力を高める活動と考えている。米国のランド研究所は情報戦の特徴として、コストが安価なことや、伝統的な境界線があいまいになっていること、心理戦の重要性、攻撃判定の困難性、同盟・協力関係が内在する惰弱性などを挙げた。米国防大学においては情報戦を七形態に分類し、さらに行為を防御・操作・低下・拒絶として整理している。

## 分類
ここでは米国防大学の分類を用いる。心理戦、指揮統制戦、電子戦は従来の戦争でも行われた形態である。ただしこれらの分類は個別的なものではなく、実際にはそれぞれの要素が相互に関連しており、重複する分野も多い。

### 指揮統制戦
指揮統制戦（command and control warfare）とは指揮系統を破壊・妨害・攪乱することによって戦力の統制を乱し、敵部隊を分断する戦いを指す。組織的な活動には統一的な指揮統制が不可欠でありそのために古来から敵の指揮官や本部を狙って攻撃することは基本的な戦法であった。また伝令の殺傷、指揮統制システムが依存している発電所や送電施設の破壊などの手段が用いられる。指揮系統の切断は敵が広範囲にわたって部隊を指揮統制する場合、指揮官・司令部の破壊・無力化と同程度の効果が得られる。特に敵が各部隊の権限が極めて惰弱であり、各部隊の現場指揮官が独自行動できない軍隊組織である場合、自衛的な戦闘活動すらも封じ込めることが可能となる。指揮系統の切断には物理的に司令部を破壊するハード的手法がある。これは司令部と部隊を結ぶ後方連絡線・通信回線・中継分配施設またはその機能を維持する施設（発電所・衛星通信所・送電線など）に対する物理的攻撃であり、これに対抗するためには通信網を冗長化する必要性がある。反対に指揮統制システムを混乱・停止させるソフト的手法がある。これは電子戦、ハッカー戦、諜報基盤戦、経済情報戦などと一部内容が重複する。

### 電子戦
電子戦とは情報戦においては通信・電波妨害を指す場合がほとんどである。また強力な電磁パルスを用いた破壊活動などの手段も含める。

### 心理戦
心理戦とは特定の民族に対してある特定の行動や反応へと誘導することを目的にした情報の流布などの手段を用いる戦い。

### ハッカー戦
ハッカー戦（(Hacker Warfare）とはハッキングやクラッキングだけでなくコンピュータ・ウイルスの手段が用いられる情報および情報システムの侵入と防護をめぐる戦いをいう（ハッキング、クラッキング、コンピュータウイルス兵器、サイバー戦争、サイバーテロ、サイバー犯罪を参照）。

### 諜報基盤戦
諜報基盤戦（Intelligence-based Warfare、IBW）は、諜報活動の基礎となる各種センサーを用いた情報収集・偵察・監視活動と、敵のそれに対する対抗の活動をいう。古来より原始的なセンサーの妨害として煙幕や闇夜が用いられてきた。これは敵にこちらの現在位置や状態の情報を与えないという基本的な諜報基盤戦の属性を現している。現代では煙幕に対抗して赤外線センサーなどが用いられており、湾岸戦争で多国籍軍の勝利に貢献し、現代の軍隊の必需品の一つと認識されている。また電磁パルスを用いたコンピュータの破壊活動とその防護も諜報基盤戦に含まれる。

### 経済情報戦
経済情報戦（Economic Information Warfare）は、金融機関・交通機関・通信機関・エネルギー供給機関などのコンピュータ・システムに対する攻撃や防御の活動をいう。現代の経済活動はインターネットなどの情報インフラに高度に依存している。しかしインターネットはコンピュータの相互依存のネットワークに過ぎず、機密保護や防犯機能が内在されているわけではない。そのために利便性と同時に軍事的攻撃・犯罪行為に対する保安性が求められている。1995年に米国防大学は米国の通信・金融ネットワークが攻撃に対して惰弱であり、もし攻撃を受けた場合は経済活動が停止し、最悪の場合では国家的機能に決定的な損害を負う危険性があると述べ、米議会に調査研究の必要性を主張している。ただし完全に全てのシステムが停止することは考えにくく、あくまで最悪の可能性に基づく必要性である。

### サイバー戦
サイバー戦（Cyber Warfare）は、コンピュータ間におけるサイバー空間でのデジタル化された情報の伝達を巡る戦いをいう（サイバー戦争、サイバーテロ、サイバー犯罪も参照）。

## その他
スポーツ競技の分野において、情報管理や駆け引きのために事実と異なる発表が行われる場合があるが、これも情報戦と呼ばれる事がある。